# Agua Blanca (Sonora)
Agua Blanca es una localidad tipo congregación del Municipio de Benito Juárez ubicada en el sur del estado mexicano de Sonora. Según los datos del Censo de Población y Vivienda realizado en 2010 por el Instituto Nacional de Estadística y Geografía (INEGI), Agua Blanca tiene un total de 861 habitantes.

## Geografía
Agua Blanca se sitúa en las coordenadas geográficas 27°6′53″ de latitud norte y 109"44'02" de longitud oeste del meridiano de Greenwich, a una elevación de 24 metros sobre el nivel del mar.